# Skarjînți, Iarmolînți
Skarjînți (în ucraineană Скаржинці) este localitatea de reședință a comunei Skarjînți din raionul Iarmolînți, regiunea Hmelnîțkîi, Ucraina.

## Demografie
Componența lingvistică a localității Skarjînți
     Ucraineană (98,38%)
     Rusă (1,51%)
     Alte limbi (0,11%)
Conform recensământului din 2001, majoritatea populației localității Skarjînți era vorbitoare de ucraineană (98,38%), existând în minoritate și vorbitori de rusă (1,51%).